# Therese von Bacheracht
 Therese von Bacheracht nacida von Struve, baronesa (Stuttgart, 4 de julio de 1804- Cilacap, Indias Orientales Neerlandesas, 16 de septiembre de 1852) afamada escritora teutona.

## Biografía
Hija de una familia acomodada, sus padres eran Heinrich von Struve y Elisabeth Wilhelmine de Sidonie Oexle, condesa de Friedeberg. Su primo Gustav Struve fue revolucionario en la Revolución alemana de 1848-1849.
Se mudó primero a Hamburgo y más tarde a San Petersburgo donde su padre fue nombrado embajador. En los últimos años de su vida acompañó a su segundo marido, el coronel von Lützow, a Java, donde falleció. 

## Obra
Es muy conocida su correspondencia con Wilhelm von Humboldt y con su amiga Charlotte Diede (Briefe an eine Freundin von Wilhehn von Humboldt; 1847). Sus otras obras incluyen novelas de sociedad y varios libros de viajes.
- Briefe aus dem Süden, 1841 Digitalisat
- Ein Tagebuch, 1842
- Falkenberg, 1843
- Am Theetisch, 1844 Digitalisat
- Lydia, 1844
- Weltglück, 1845
- Menschen und Gegenden, 1845
- Heinrich Burkart, 1846
- Paris und die Alpenwelt, 1846
- Eine Reise nach Wien, 1848 Digitalisat
- Alma. Roman, 1848
- Sigismund, 1848
- Novellen, 1849